# ظرف قهوه تک نفره

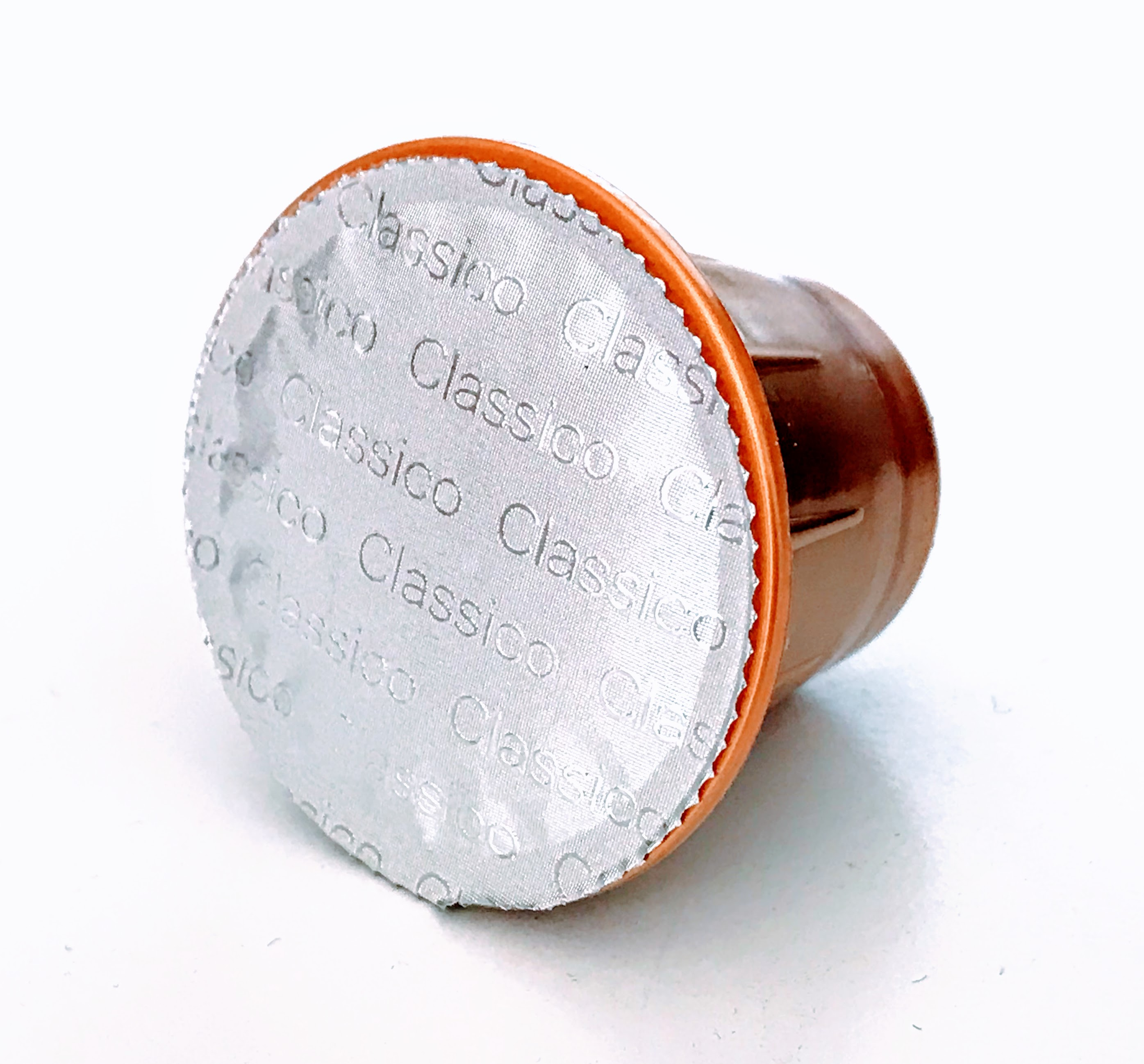
کپسول قهوه سازگار با برند نسپرسو با برند اختصاصی لیدل

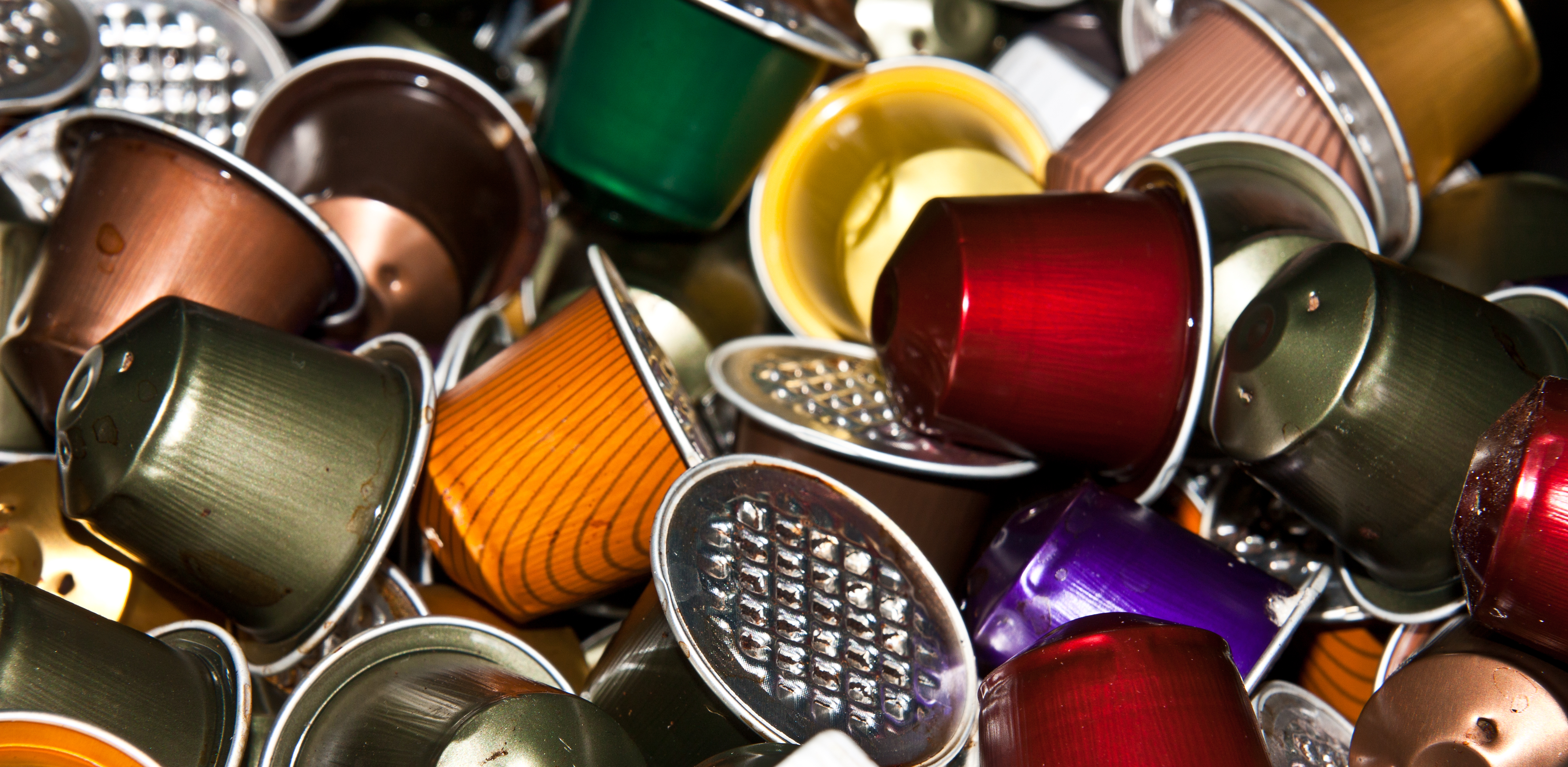
کپسول قهوه نسپرسو استفاده شده که سوراخ‌های پانچ شده در بالا و پایین را برای مخلوط کردن محصول با آب نشان می‌دهد.

ظرف قهوه تک نفره، ظرفی پر از پودر قهوه است که در دستگاه‌های قهوه ساز برای تهیه قهوه کافی برای یک سهم (یک نفر) استفاده می‌شود. ظروف قهوه یک بار مصرف در قالب‌ها و مواد مختلف، اغلب به صورت غلاف های سخت و نرم یا پدهای ساخته شده از کاغذ صافی یا کپسول های آلومینیومی و پلاستیکی سخت موجود است.
ظروف قهوه تک‌نفره می‌توانند هم‌زمان لازم برای دم کردن قهوه را کاهش دهند و هم با حذف نیاز به اندازه‌گیری سهم‌ها، طعم‌دهنده‌ها و مواد افزودنی از ظروف حجیم، فرایند آماده‌سازی را ساده‌تر کنند. آن‌ها همچنین می‌توانند با بسته‌بندی جداگانه سهم‌ها و بدون قرار گرفتن تمام موجودی در معرض هوا و نور، به تازه‌تر نگه داشتن محصول استفاده نشده کمک کنند. پدهای کاغذی قهوه می‌توانند از نظر عملکردی مشابه کپسول‌های پلاستیکی و فلزی قهوه باشند، اگر پدهای کاغذی به صورت تک تک در کیسه‌های جداگانه مهر و موم شده باشند. در عین حال، محصولات دور انداختنی یکبار مصرف به تولید جهانی زباله می‌افزایند.

## تاریخچه
در سال ۱۹۵۸، شرکت قهوه رومبوتس فلاندرز فیلتر تک فنجان قهوه از پیش پر شده خود را برای نمایشگاه جهانی بروکسل وارد بازار کرد. برخلاف کپسول‌ها و غلاف‌های جدیدتر، این سیستم از یک فیلتر قهوه قطره ای یکبار مصرف تشکیل شده است که روی فنجان قرار می‌گیرد. در سال ۱۹۶۴، این شرکت بازاریابی مفهومی را آغاز کرد و در بخش‌های مهمان‌یاری و خرده‌فروشی به موفقیت دست یافت. این شرکت در سال ۱۸۹۶ در آنتورپ تأسیس شد و در سال ۱۹۶۶ به عنوان "دارنده گواهی سلطنتی بلژیک " برگزیده شد.